# Mutt and Jeff
Mutt y Jeff (traducida en algunos países hispanohablantes como Benitín y Eneas) fue una tira diaria estadounidense, la primera en lograr el éxito tras el intento fallido de Clare Briggs para el Chicago American en 1904. En cambio, esta serie creada en 1907 por Bud Fisher y continuada por Al Smith, Ken Kling, Ed Mack, y George Breisacher se publicaría ininterrumpidamente hasta 1982. Tanta fue su popularidad, que en el argot estadounidense se usa la expresión Mut and Jeff "para designar a un hombre alto que camina al lado de otro bajo".

## Trayectoria editorial
Originalmente llamada A. Mutt apareció en las páginas deportivas del San Francisco Chronicle, mostrando una historia de Mutt jugando a las carreras de caballos. Poco después, William Randolph Hearst contrató al autor para el San Francisco Examiner donde se convertiría en un éxito nacional. Jeff aparecería tiempo después en 1908.
La tira también fue traducida al español. Así, entre los años '50 y '70, el diario Clarín de Buenos Aires la popularizó en Argentina con el nombre original de "Mutt y Jeff". En Montevideo fue publicada como Benitín y Eneas por el vespertino El Diario y en  Chile circuló en La Nación, La 3a de La hora y La Segunda.

## Argumento
Mutt y Jeff son una pareja de amigos que se ven metidos en situaciones jocosas, y a veces bochornosas para Mutt quien termina propinándole un puñetazo en el ojo a Jeff.
"Mutt era un ser al que solo le movía la avaricia, un tipo turbio y timador, jugador compulsivo y
que maquinaba torvamente acerca de
cómo enriquecerse con rapidez. Jeff, su
crédulo compinche, era interno de un
sanatorio mental"
"Qué estás mirando" de Will Gompertz pag 55.

## Personajes
- August Mutt ( Augusto Eneas Flores de Apodaca en español) - es alto, delgado, de larga nariz, casi siempre usa sombrero.
- Mrs. Mutt (Sra. Eneas en español) - esposa de Mutt.
- Cicero (Cicerón o Tobita en español) - hijo de Mutt y su esposa.
- Desdemona - mascota de la familia, específicamente de Cicero. En ocasiones tiene sus propias historias llamadas en español "La Gata de Tobita" o "La Gata de Cicerón".
- La suegra de Mutt - siente animadversión contra Mutt y en ocasiones lo lleva al borde de la locura con sus ocurrencias.
- Jeff (Benitín en español) - amigo de Mutt, es de baja estatura, calvo de barba raída y siempre porta un sombrero de copa. Es soltero y siempre anda en conquista de bellas chicas las cuales casi siempre lo descorazonan.
- Julius (Julio en español) - hermano gemelo de Jeff. Idéntico en todo, prácticamente.

## Otros medios
Ambos personajes aparecieron durante las décadas de 1910 y 1920 en una serie de películas. Inicialmente fueron hechos con actores reales y luego con caricaturas, más tarde reestrenadas con una banda sonora hacia 1930. Incluso fueron llevados a Broadway con algunas obras teatrales hechas en la segunda mitad de la década de 1910, testimonio del gran arrastre que tenían Benitín y Eneas en la época.
Eneas y Benitín son mencionados en la canción “Día de Enero” por la cantante Colombiana Shakira en su sexto álbum de estudio Fijación Oral 1: “Y ahora que andamos por el mundo como Eneas y Benitín.”

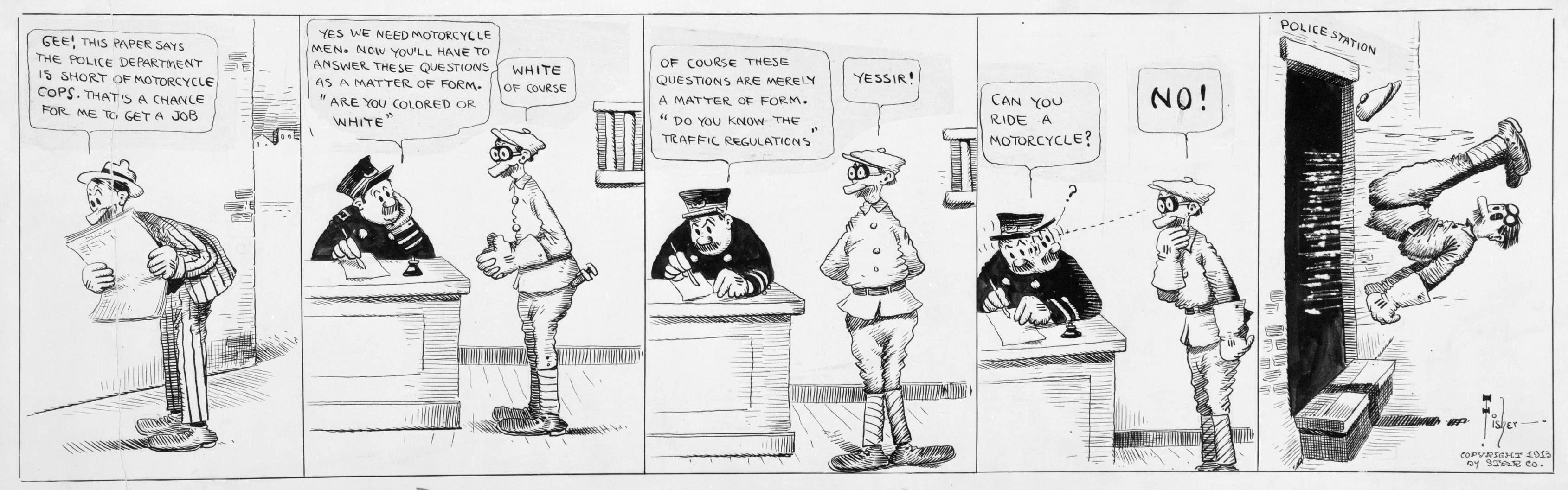
Mutt and Jeff en 1913